# Day of the Death
Day of the Death, pubblicato a gennaio 2001, è il secondo album studio del gruppo punk californiano Death By Stereo.
Questo album segnò il passaggio del gruppo dalla precedente etichetta discografica Indecision Records alla più grande Epitaph Records, essendo infatti pubblicato da quest'ultima.

## Tracce
Tutte le canzoni sono state scritte dai Death By Stereo.
1. No Shirt, No Shoes, No Salvation – 2:41
2. Getting It Off My Chest – 2:37
3. '91 – 2:50
4. You Can Lead A Man To Reason, But You Can't Make Him Think – 3:29
5. Porno, Sex, Drugs, Lies, Money And Your Local Government – 3:29
6. Holding 60 Dollars On A Burning Bridge – 2:46
7. You Mess With One Bean, You Mess With The Whole Burrito – 3:00
8. Desperation Train – 3:01
9. Testosterone Makes The World Go Round – 3:03
10. High School Was Like Boot Camp For A Desk Job – 3:00
11. Death For Life – 8:25

La parte musicale della canzone Death For Life dura in realtà 2:56 minuti, tuttavia la musica è seguita da ben cinque minuti di silenzio e, alla fine, da una traccia fantasma contenente il suono di un gong e degli urli maniaci.

## Crediti
- Efrem Schulz - Voce
- Jim Miner - Chitarra
- Dan Palmer - Chitarra
- Paul Miner - Basso
- Tim Bender - Batteria
- Paul Miner - Ingegneria acustica
- Sergio Chavez - Assistente all'ingegneria acustica
- Eddy Schreyer (Oasis Mastering) - Mastering

L'album è stato registrato negli studi discografici For The Record e Death Tracks.